# جامعة ترنوبل التقنية الوطنية
جامعة ترنوبل التقنية الوطنية مؤسسة تعليم عالي أوكرانية، (بالأوكرانية: Тернопільський національний технічний університет імені Івана Пулюя) هي جامعة تقع في تيرنوبل أوبلاست، أوكرانيا. تأسست هذه الجامعة في سنة 1960